# De Havilland Canada DHC-7

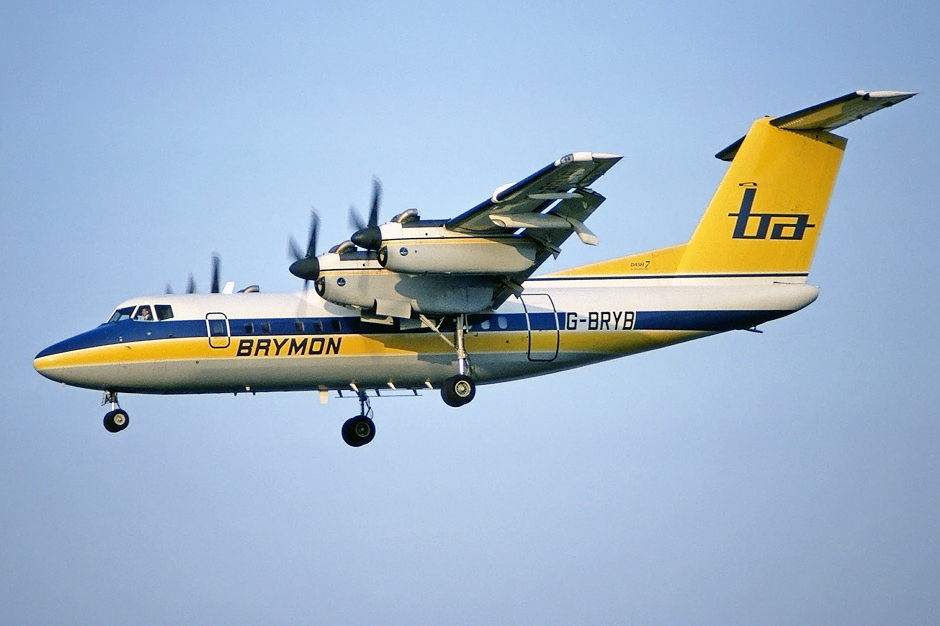
de Havilland Canada Dash 7 från Brymon Airways, London-Heathrow 1983

de Havilland Canada DHC-7, även känt som Dash 7, är ett turbopropflygplan med fyra propellrar och plats för 50 passagerare. Den första flygningen med planet gjordes 1975 och produktionen varade fram till 1988, då de Havilland Canada hade köpts upp av Boeing. Dash 7 var föregångaren till Dash 8 och Dash 8 Q200 och tillverkades i 113 exemplar. Dash 7 används idag huvudsakligen av mindre flygbolag, som har korta banor, som till exempel Air Greenland. Flygplanet har stora vingar för sin storlek och kan starta från korta banor, men vanligen har man förlängt banor där man har nytta av plan med 50 platser. De fyra motorerna ger högre underhållskostnader och högre bränsleförbrukning. Dash 7 användes som passagerarflygplan, men numera mest som fraktflygplan.